# Villa Gargani
Villa Gargani è un edificio storico nel comune di Serravalle Pistoiese, situato in via Castelnuovo/via Baco nella frazione di Cantagrillo.

## Storia
Conosciuta anche come Villa del Cassero, villa Montemagni, villa Costa Reghini (dal nome delle proprietà che si sono succedute), fu costruita in località Cantagrillo, nell'attuale comune di Serravalle Pistoiese, su iniziativa di Coriolano Montemagni. Il progetto dell'edificio fu commissionato all'architetto pistoiese Pier Antonio Tosi, il quale ne condusse i lavori tra il 1712 e il 1713.
Villa del Cassero rimase alla famiglia Montemagni fino al 1845, quando la sua proprietà, in seguito al matrimonio di Alessandra Montemagni con il conte Michele Costa-Reghini, passò alla famiglia di quest'ultimo. Intorno al 1930 la villa fu venduta alla famiglia Gargani e, negli anni novanta dello stesso secolo, è stata suddivisa in appartamenti e trasformata in condominio.

## Descrizione

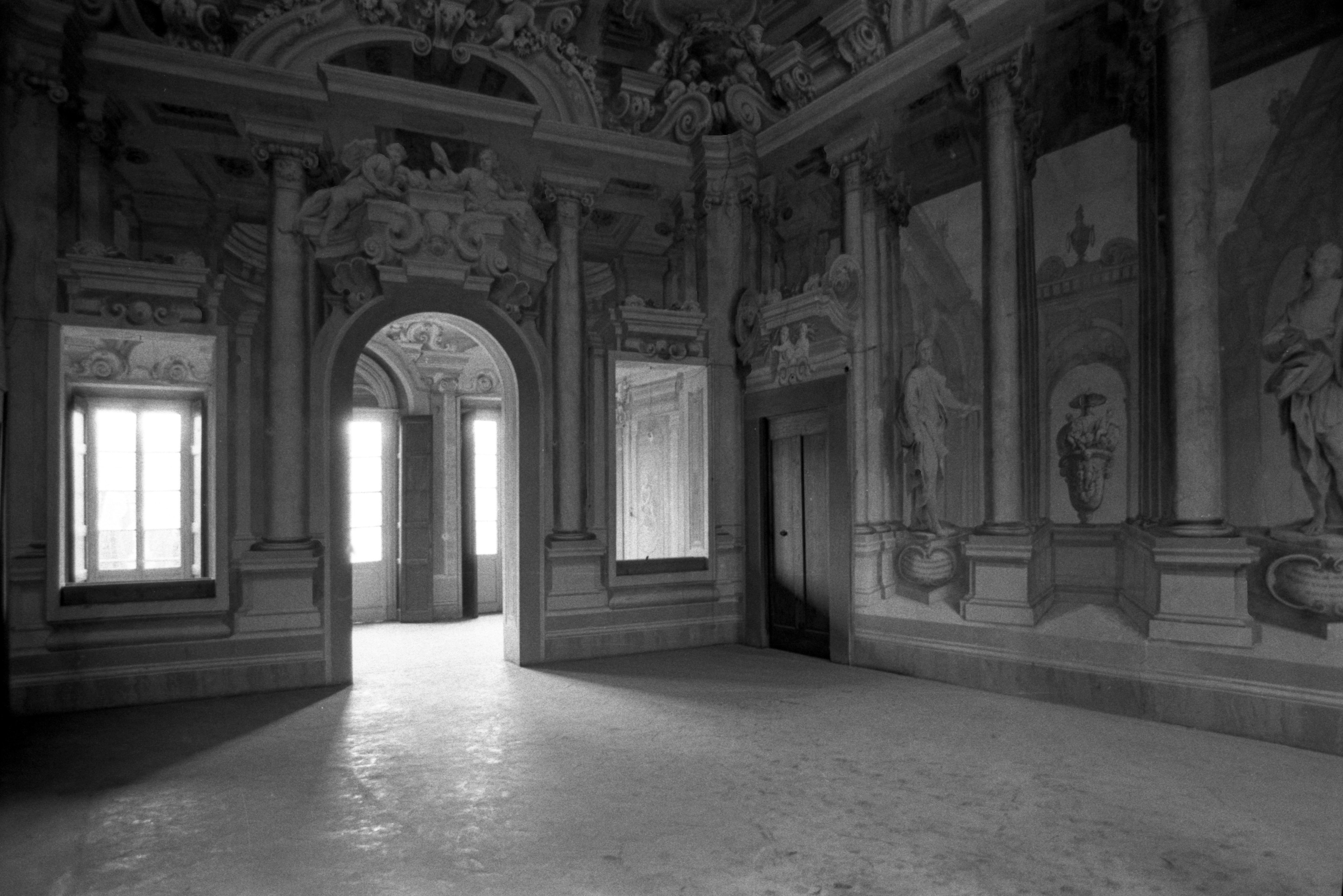
Il salone principale di villa del Cassero in una fotografia del 1993, prima delle recenti trasformazioni

Villa del Cassero, il cui nome proviene dall'antica fortificazione medievale ("cassero") su cui essa sorse, è un grande parallelepipedo elevato su tre piani, senza contare il sottotetto. La facciata, sobria e regolare, è in netto contrasto con la fastosità degli interni, coperti a volta e affrescati. Il salone centrale è il nucleo attorno a cui si sviluppa il resto dell'edificio; esso è situato al primo piano e sulle pareti sono dipinte, inserite all'interno di un'elaborata scenografia architettonica, le statue di quattro importanti esponenti della famiglia Montemagni: Corrado, alfiere a Benevento, Buonaccorso, poeta, Desiderio, segretario di Stato del granduca Ferdinando II, e Coriolano, primo segretario di Stato sotto Cosimo III e Gian Gastone.
Dal retro, con un percorso in breve discesa fiancheggiato da piante di camelie, si giunge alla cappella gentilizia privata, con pianta a croce greca su cui si erge un'aula ottagonale sormontata da cupola e lanterna.
Davanti alla villa si estende una grande rotonda che include il giardino all'italiana, con siepi di bosso e grandi aiuole situate attorno alla vasca centrale, profonda due metri e dotata di zampillo. Lungo il perimetro circolare sono disposti quattro portali ad arco, a fronte uno dell'altro, che fiancheggiano due grandi cancelli dai quali si accedeva rispettivamente all'orto e al pomario. Un terzo cancello portava originariamente al viale di cipressi che costituiva l'ingresso principale.